# Ідома
Ідо́ма (окпото, араго) — народ мовної підгрупи ква у центрі Ніґерії.

## Територія проживанні, чисельність і субетноси

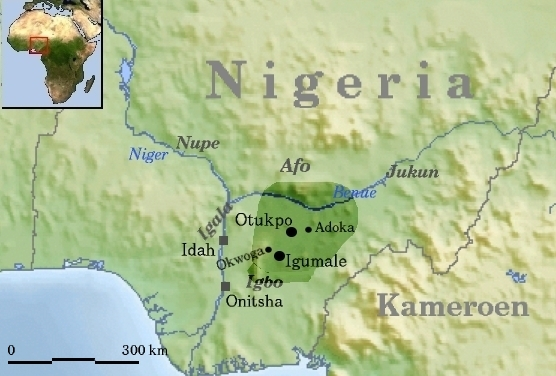
Територія проживання ідома на мапі Нігерії

Люди ідома проживають за течією річки Бенуе на південний захід від міста Макурді. Адміністративно це в основному нігерійські штати Енуґу, Абіа, Анамбра, Ебоньї, Імо.
Чисельність ідома становить бл. 800 тис. чол. (оцінка, сер. 1990-х рр.).
Основні субетнічні групи: авуме, агала, агату, адока, боджу, іґумале, обоколе, оквоґа, окпото, отукпо, янґедде.

## Мова і релігія
Мова ідома належить до мовної підгрупи ква нігеро-конголезької групи конго-кордофанської мовної родини; сучаснішими лінгвістами визначається як сукупність мов (діалектів), відповідно ідомоїдних, підгрупи бенуе-конго конго-атлантичної (нігеро-конголезької) групи нігеро-конголезької (конго-кордофанської) мовної родини.
Діалектами (або окремими мовами) є: центральний (отукпо), західний, іґумале-аґала, оквоґа, аґату.
Ідома за віросповіданням — переважно мусульмани-суніти, частково також християни-католики, також зберігаються традиційні культи.

## Господарство і суспільство
Основне заняття ідома — ручне тропічне землеробство (ямс, маніок, сорго, просо, овочі). В південних районах займаються збиранням плодів олійної пальми. У деяких груп ідома значну роль у господарстві посідає рибальство. Мисливство має підсобне значення.
З ремесел розвитку набули ткацтво і гончарство.
Сучасні ідома-містяни (напр. у великому місті Енугу) зайняті у промисловості й гірництві.
Основу соціальної організації традиційно складають великі родини (оле) і родові інститути.
У деяких ідома існували вікові групи (еґо), напівтаємні танцювальні спілки.

## Матеріальна і духовна культура
Житло ідома — глинобитна, кругла у плані, хатина з соломи або трави з конічним дахом. Все частішим стає прямокутний дім з дво- або чотирьохсхилим дахом.

Дерев'яні ідоли народу ідома

Традиційний одяг (обернутий навколо стегон відріз матерії) витіснений одягом хаусанського типу, також популярними є європеїзовані костюми.
Національна кухня складається з різноманітних каш, варив, варених і печених коренеплодів, риби, приправланих пальмовою олією і гострими спеціями.
Традиційні вірування включають віру у найвище божество Ово («Дощ»). Його земним втіленням є бавовникове дерево в Отуркпо. Найпоширеніший є культ предків (алекву).
У минулому існували таємні спілки, що в своїх церемоніях використовували численні дерев'яні маски і фігури божеств (ідоли), іноді доволі великого розміру.
Зберігаються численні традиційні звичаї, календарні і родові свята, обряди і театральні дійства, пов'язані, наприклад, з родовими божествами, окремими видами діяльності (мисливство) тощо.